# Hörður Ágústsson
Hörður Ágústsson, född 4 februari 1922, död 2005, var en isländsk målare och arkitekturhistoriker.
Hörður Ágústsson utbildade sig på 1940-talet i Reykjavik och Köpenhamn, samt i Paris för Marcel Gromaire. Han tog i Paris 1953 intryck av Victor Vasarely och blev under 1950-talet en av banbrytarna för den konkretismen och tillhörde redaktionen för kulturtidskriften Britingur. Han måleri utvecklades tidigt mot minimalismen, men efter 1960 har han alltmer ägnat sig åt konstpedagogik och forskning.
från 1960-talet blev Hörður Ágústsson engagerad i undervisning i och skribent om isländsk arkitektur.